# Đài thiên văn Las Campanas
Đài thiên văn Las Campanas (LCO) là đài quan sát thiên văn được sở hữu và vận hành bởi Viện Khoa học Carnegie (CIS). Nó nằm ở phía nam sa mạc Atacama của Chile trong Vùng Atacama khoảng  phía đông bắc thành phố La Serena. Kính thiên văn LCO và các cơ sở khác ở gần đầu phía bắc của một sườn núi dài 7 km (4,3 mi). Cerro Las Campanas, gần cuối phía nam và cao hơn 2.500 m (8.200 ft), là ngôi nhà tương lai của Kính thiên văn Giant Magellan.
LCO được thành lập vào năm 1969 và là cơ sở quan sát chính của CIS. Nó thay thế Đài thiên văn Núi Wilson trong vai trò đó do ô nhiễm ánh sáng ngày càng tăng ở khu vực Los Angeles. Trụ sở của Đài quan sát Carnegie đặt tại Pasadena, California, trong khi văn phòng chính ở Chile nằm ở La Serena bên cạnh Đại học La Serena và cách Hiệp hội các trường đại học nghiên cứu về thiên văn học một khoảng cách ngắn.
Nó cách sân bay Pelicano, 23 kilômét (14 mi) về phía tây nam.

## Khám phá
Vào ngày 24 tháng 2 năm 1987 tại LCO, Ian Shelton và Oscar Duhalde trở thành những người quan sát chính thức đầu tiên của Supernova 1987A (SN 1987A).
Vào ngày 17 tháng 8 năm 2017 tại LCO, SSS17a, đối tác quang học với nguồn sóng hấp dẫn GW170817, đã được phát hiện với kính viễn vọng Swope.